# 韓德銖平壤輕工業大學
平壤輕工業大學（朝鲜语：／）是位于朝鲜民主主义人民共和国平壤市的一所大学，是该国培養輕工業部門技術人才及發展輕工業的科研基地。1959年9月建校，1995年4月校名前加挂韓德銖，即韓德銖平壤輕工業大學（한덕수평양경공업대학）。該校設有5個學系和40多個教研室、研究所及博士院，還有實習工廠和綜合分析所，學制為4年。本校以“培养具有主体革命世界观，具备相关工程领域基础科学知识和广泛专业知识，具备科学理论素养和实践能力的工程师”为教育目标。

## 學系
- 食品工程學系
- 紡織工程學系
- 日用化學工程學系
- 機械工程學系
- 造紙工程學系

## 师资
平轻工大拥有候補院士、教授、博士等20多名教授和博士，學位學銜所有者占教師總數的69%，模範教師達170名。